# The Miracle of Love
The Miracle of Love is een Amerikaanse dramafilm uit 1919 onder regie van Robert Z. Leonard.

## Verhaal
De edelman Clive Herbert wordt verliefd op de ongelukkig getrouwde hertogin van Harwich. Ze wil haar man niet verlaten om diens goede naam niet te bezwalken. Na de dood van zijn broer wordt Clive zelf hertog en lid van het Britse Hogerhuis. Hij sluit ook bijkans een verstandshuwelijk met de rijke, Amerikaanse Cornelia Kirby. De hertog van Harwich sterft intussen zonder zijn vrouw een stuiver na te laten. Clive wordt ambassadeur in de Verenigde Staten en trouwt met de hertogin.

## Rolverdeling
| Acteur            | Personage                    |
| ----------------- | ---------------------------- |
| Lucy Cotton       | Hertogin van Harwich         |
| Blanche Davenport | Hertogin-weduwe van Cheshire |
| Leila Blow        | Lady Emily                   |
| Jackie Saunders   | Cornelia Kirby               |
| Wyndham Standing  | Clive Herbert                |
| Ivo Dawson        | Hertog van Harwich           |
| Percy Standing    | Hertog van Cheshire          |
| Edward Earle      | Howard McClintock            |